# یویا ماتسوناگا
یویا ماتسوناگا (ژاپنی: 光永 祐也؛ زادهٔ ۲۹ نوامبر ۱۹۹۵) یک بازیکن فوتبال اهل ژاپن است.
از باشگاه‌هایی که در آن بازی کرده‌است می‌توان به باشگاه فوتبال آویسپا فوکوئوکا، باشگاه فوتبال ناگانو پارسیرو، باشگاه فوتبال آزول کلارو نومازو، باشگاه فوتبال رواسو کوماموتو و باشگاه فوتبال فوجی‌ئدا اشاره کرد.